# سيمرغ

سيمرغ وزال في الشاهنامة

السيمُرغ أو سيناميرغا بلغة أفيستا وسين مورغ أو مورو باللغة البهلوية هو أحد الطيور الخرافية الذي يكثر ذكرها في الأساطير الآرية الدينية والتاريخية وفي الشاهنامة أيضاً. ومسكن السيمرغ على الشجرة التي تقي كل البذور وهي في المحيط الواسع على مقربة من شجرة الخلد. تجتمع عليها البذور التي أنتجتها النباتات كلها طول السنة. وإذا طار السيمرغ نبت ألف عسلوج في هذه الشجرة وإذا وقع كسر هذه العساليج ونثر بذورها.وقد اشتهر أمر هذا الطائر على يد الشاعر الخراساني الشهير فريد الدين العطار في ملحمته الشعرية «منطق الطير» التي اقتبس عنوانها من القرآن الكريم. فقد جعل «السيمرغ» إله للطير، وتصور أن ألوفٌ مؤلفة من مختلف الطيور تسعى إليه في رحلة طويلة متعبة محفوفة بكثير من المخاطر والشهوات، فلا يصل إلى حضرة أعتابه العلية إلا ثلاثون منهم. دعاه العطار باسم «سيمرغ» ليجانس بينه وبين «سي مرغ» باللغة الفارسية أي ثلاثون طائر.